# Baardheere
Baardheere (ang. Bardera) – miasto w Somalii; 43 900 mieszkańców (2006). Przemysł spożywczy.